# ロバート・サウジー
ロバート・サウジー（Robert Southey, 1774年8月12日 – 1843年3月21日）は、イギリスの、ロマン派詩人。いわゆる「湖水詩人（湖畔詩人）」の1人。桂冠詩人でもあった。
同時代人で友人でもあるウィリアム・ワーズワース、サミュエル・テイラー・コールリッジのせいでその名声は薄れてしまいがちだが、サウジーはたくさんの書簡を書き、文学史家、歴史家、伝記作家であった。サウジーが書いた伝記には、ジョン・バニヤン、ジョン・ウェスレー、ウィリアム・クーパー（en:William Cowper）、オリバー・クロムウェル、ホレーショ・ネルソンのものがある。ホレーショ・ネルソンの伝記（『ネルソン提督伝』）は1813年に出版されて以降、滅多に絶版になったことがなく、1926年のイギリス映画『Nelson』の原作にもなった。さらにサウジーはポルトガル語・スペイン語学者として知られ、多くの作品を英訳し、ブラジル史、半島戦争史を書いた（ブラジル史は元々はポルトガル史の一部だったが、ポルトガル史は未完に終わった）。サウジーの文学史への最大の貢献は、おそらく、児童文学の不滅の古典『3びきのくま』であろう。

## 生涯
ロバート・サウジーは、イングランドのブリストル、Wine Streetに生まれた。父親はトーマス・サウジー、母親はマーガレット・ヒル。ロンドンのウェストミンスター・スクールで学ぶが、鞭打ちを非難する『The Flagellant（鞭打ち）』という記事を雑誌に書いたため退学させられた。それからオックスフォード大学ベリオール・カレッジに進んだ。在学中のことについて、サウジーは後に「私がそこで学んだことといえば、泳ぎをちょっと……あとボート漕ぎもちょっと」と後になって語っている。コールリッジをパートナーに試作をした後、1794年にサウジーは最初の詩集を出版した。
同じ年、サウジーはコールリッジら数人とアメリカで理想主義的なコミューンを作ることを話し合った。「人々の望みは素朴で無理のないものだろう。贅沢の虜になった人たちが苦しんでするような労役ではない。財産は共有されていて、各々が全員のために働く。小さな家の中には最良の本が場所を占めているだろう。気持ちを引き立たせる生活と自然の流れに浸されて、文学と科学は生き返り、浄化されざるを得ないだろう。若い男性はやさしく愛らしい女性を娶ろうとするに違いない。二人の清浄な食べ物を用意するのは女性の方で、二人は逞しく美しい人生に至る」。このコミューン計画は後にウェールズに場所を移して再度持ち上がるが、サウジーはうまくいきそうにないとして、この考えを否定するグループのトップであった。
1795年11月14日、サウジーはブリストルのセント・メアリー・レッドクリフ教会（en:St Mary Redcliffe）でエディス・フリッカーと結婚した。エディスはコールリッジの妻サラ・フリッカーの姉妹だった。サウジーは湖水地方のケズィックのグレタ・ホールに居を構え、細々とした収入で暮らした。1808年、サウジーは、ウェルター・サヴェジ・ランドール（en:Walter Savage Landor）と知己を得た。ランドールは以前から著書の中でサウジーを賞賛していた。二人はお互いの作品を賞賛し合い、大の親友になった。1809年からサウジーは『クォータリー・レヴュー』誌（en:Quarterly Review）に寄稿をはじめ、1813年にはかなり名を知られるようになり、サー・ウォルター・スコットが辞退した桂冠詩人のポストを得た。
1805年のトラファルガー海戦後にネルソンブームが起こり、相次ぎ出版されたネルソン関連本の書評をサウジーが『クォータリー・レヴュー』に書いたところ、同誌の出版者から100ギニーの原稿料でネルソン伝の執筆を勧められた。海軍にいた弟の協力を得て1813年に刊行された『ネルソン提督伝』は著者生前に6版を重ねたほか、その後に公表された資料をもとに1830年に改訂版を出版した。現在、英国ではネルソンの伝記といえばサウジーの作品といわれるほどの古典扱いになっている。
1819年、友人のジョン・リックマン（en:John Rickman）を通じて、サウジーは土木技師のトーマス・テルフォードと知り合い、二人は親友となった。その年の8月中旬から10月1日まで、スコットランドのハイランドの広範囲にわたるテルフォードの土木計画旅行に、サウジーは同行し、そこで見聞きしたことを日記にしたため続けた。それはサウジーの死後、1929年に『Journal of a tour in Scotland in 1819（1819年のスコットランド旅行日記）』として出版された。さらにサウジーはオランダの詩人ウィレム・ビルデルデイク（en:Willem Bilderdijk）の友人で、1824年と1826年に2度、ライデンにあるビルデルデイクの家を訪問した。
1838年に、妻エディスが亡くなり、サウジーは詩人のキャロライン・アン・ボールズ（1786年 - 1854年。en:Caroline Anne Southey）と再婚した。サウジーの心は1839年に友人ランドールに宛てた最後の手紙を書いた時、不安定になっていたが、サウジーは他の言葉は言えなくなってもランドールの名前は言い続けた。
サウジーの詩の多くは、今でもイギリスの学童たちに愛読され、有名なものには、『The Inchcape Rock（インチケープの岩）』（1820年。en:Inchcape参照）、ブレンハイムの戦いを扱ったおそらく最初期の反戦詩『After Blenheim（ブレンハイムの後で）』、『Cataract of Lodore』などがある。

## 政見
サウジーは元々はラディカルなフランス革命支持者だったが、仲間のロマン派詩人ワーズワースやコールリッジに従って保守主義に転向した。桂冠詩人としてトーリー党の権力機構に受け入れられて、1807年からは毎年俸給も受領し、サウジーは積極的に、抑圧的なリヴァプール政権を支持した。サウジーは議会改革に対して異を唱え（「悪魔とともに運転手を破滅させるための鉄道」）、革命的な「暴徒」と見なされた人々を政府の警官隊が死傷させたことで、ピータールーの虐殺を非難し、カトリック解放に反対した。1817年にサウジーは「名誉毀損」や「治安妨害」の罪を犯した人間を流刑（en:Penal transportation）にすることを提案した。サウジーが念頭に置いていた人物はトーマス・ジョナサン・ウーラーやウィリアム・ホーンで、サウザーは彼らの起訴を主張した。サウジーは『Quarterly Review』誌に、そうした作家は「父子が平穏に暮らしていたところに、そのような社会制度をもってきて、製造業者の乱暴な気質を扇動し、農民の静かな忠誠をかき乱した」罪で有罪だ、と書いた。（ウーラーとホーンは無罪となったが、もう一人の標的であったウィリアム・コベット（en:William Cobbett）はアメリカ合衆国に移住した）。ラディカリズムから転向し、かつての同士を起訴しようとしたことで、同時代のラディカリストたちがサウジーを攻撃したことは驚くにはあたらない。彼らはサウジーのことを、金と社会的地位のために身を売ったと見ていた。『The Spirit of the Age』でウィリアム・ハズリットはこう書いている。「彼は若い恋人のように"自由"に求婚したが、それはおそらく花嫁よりも愛人としてだった。彼は年上の、そう評判の良くない淑女と結婚した、"合法"という名前の」。サウジーは、国王に対するごますりの頌歌と見られるもののために嘲られることも多かった。有名なものでは、ジョージ・ゴードン・バイロン『ドン・ジュアン』の中のサウジーへの皮肉のこもった長い献呈の辞である。

## 主な作品

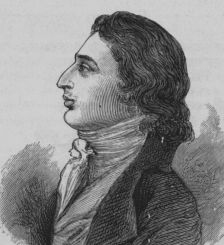
ロバート・サウジー

- Fall of Robespierre（ロベスピエールの失脚、1794年）
- Joan of Arc: An Epic Poem（叙事詩『ジャンヌ・ダルク』、1796年）
- Poems（詩集、1797年 - 1799年）
- Letters from Spain（スペインからの手紙、1797年）
- Saint Patrick's Purgatory（聖パトリックの苦行、1798年）
- Devil's Thoughts（1799年）
- タラバ、悪を滅ぼす者（Thalaba the Destroyer、1801年）
- Amadis de Gaula（1803年） - スペインの騎士道物語『アマディス・デ・ガウラ』の翻訳。en:Amadis de Gaula）参照。
- Madoc（1805年） - アメリカを発見したと言われるウェールズ王子マドックがテーマ。en:Madoc参照）
- ドン・マヌエル・アールヴァーレイス・エスプリエーラのロンドン通信（Letters from England、1807年）
- Palmerin of England（1807年、翻訳）
- The Cid（1808年） - エル・シッドの翻訳。
- The Curse of Kehama（1810年。en:Kehama参照）
- History of Brazil Volume I（『ブラジル史』第1巻、1810年）
- ネルソン提督伝（The Life of Nelson、1813年）
- Roderick, the Last of the Goths (1814年）
- ワット・タイラー（Wat Tyler: A Dramatic Poem、1817年）
- Journal of a Tour in Scotland in 1819（1819年のスコットランド旅行日記、1929年出版）
- The Life of Wesley, and the rise and progress of Methodism（ジョン・ウェスレーの生涯ならびにメソジズムの勃興と発達、1820年頃）
- A Vision of Judgment（1821年）
- Life of Cromwell（クロムウェルの生涯、1821年）
- Thomas More（トマス・モア、1829年）
- The Pilgrim's Progress with a Life of John Bunyan（ジョン・バニヤンの生涯と巡礼者の発展、1830年）
- Cowper（1833年）
- The Doctors（1834年） - 童話風の『3びきのくま』の最初の出版されたヴァージョンを含む。
- Select Lives of Cromwell and Bunyan（クロムウェルとバニヤンの生涯、1846年）
- The Inchcape Rock
- After Blenheim

### 日本語訳
- ネルソン提督伝（上）（下） - 訳：山本史郎、監修：増田義郎（原書房）
- ワット・タイラー - 訳・杉野徹（山口書店）
- タラバ、悪を滅ぼす者- 訳・道家英穂（作品社）

## 読書案内
- Curry, Kenneth (ed.), New Letters of Robert Southey, 2 vols (Columbia UP: New York and London, 1965)
- Dowden, Edward (ed.), The Correspondence of Robert Southey with Caroline Bowles (Dublin and London, 1881)
- Low, Dennis, The Literary Protégées of the Lake Poets (Aldershot: Ashgate, 2006)
- Madden, John Lionel, Robert Southey: the critical heritage (London: Routledge & Kegan Paul, 1972)
- Pratt, Lynda, ed. Robert Southey, Poetical Works, 1793-1810, 5 vols. (London: Pickering and Chatto, 2004)
- Southey, Charles Cuthbert (ed.), The Life and Correspondence of Robert Southey (New York, 1855).
- Speck, W. A. Robert Southey: Entire Man of Letters, (Yale University Press, 2006)